# Wegrelikt

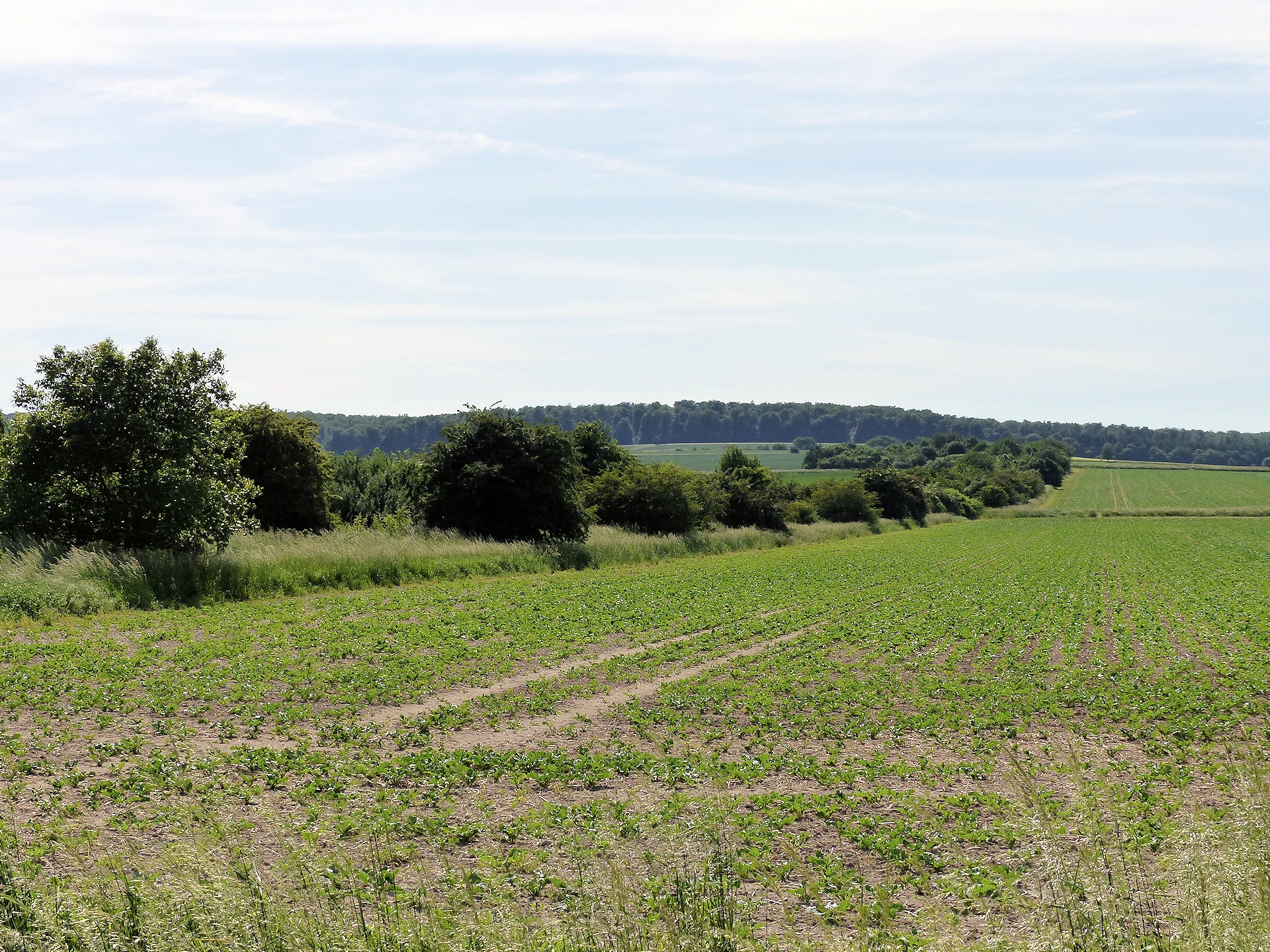
Zugewachsener Deitweg in Niedersachsen

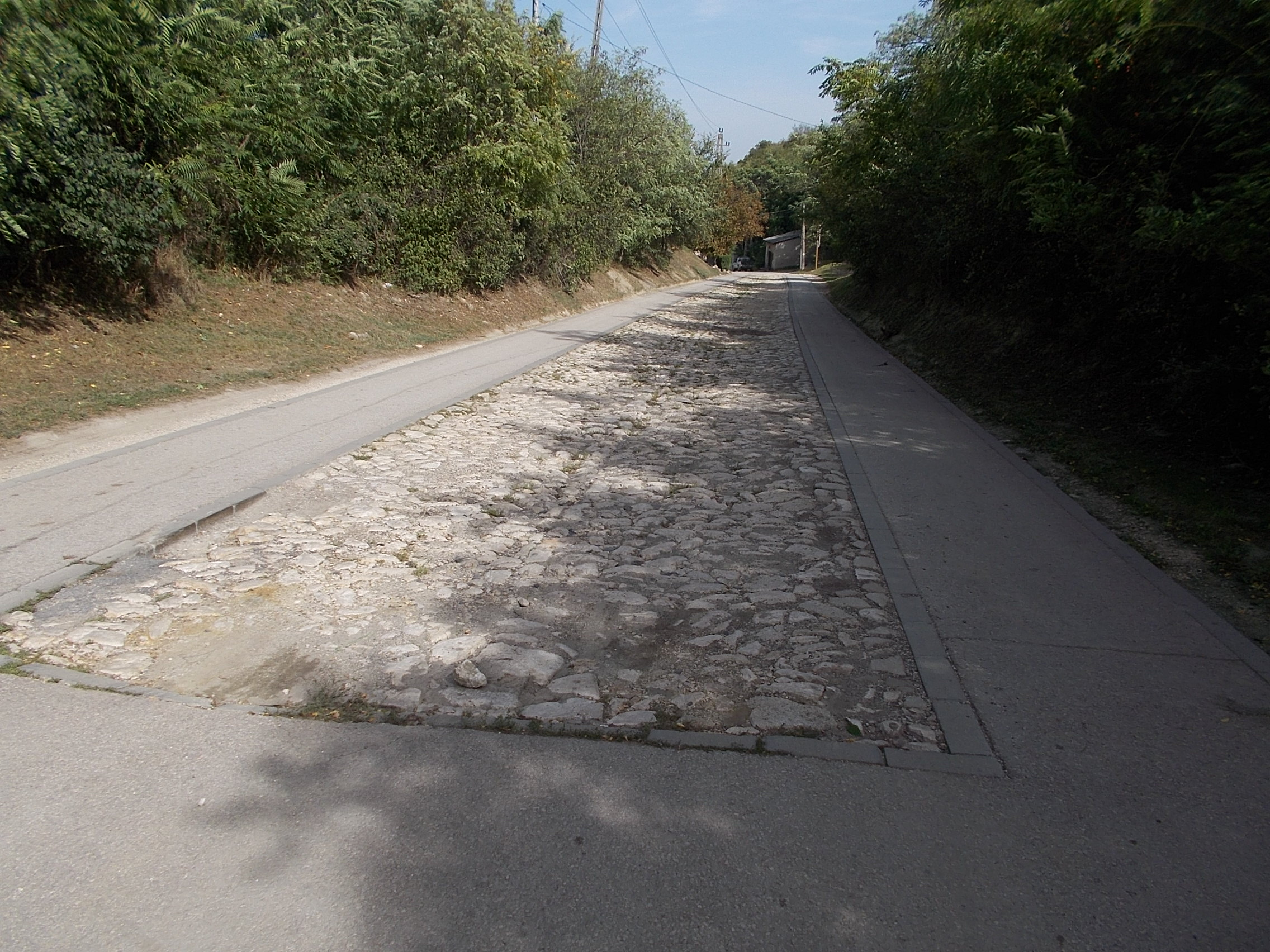
Pflaster einer römischen Straße, erhalten in einer noch heute genutzten Straße in Ungarn

Als Wegrelikte oder Altwegrelikte bezeichnet man Formen und Merkmale in der Landschaft, die auf einen verschwundenen Weg oder auf eine früher größere Bedeutung von Wegen hinweisen, die heute von untergeordneter Bedeutung sind. Relikte ehemaliger Wege und Straßen sind noch zahlreich in der Landschaft vorhanden, auch wenn sie auf den ersten Blick nicht immer sofort erkennbar sind. Vor allem in Waldgebieten und Weidearealen sowie in kleinteilig landwirtschaftlich genutzten Regionen sind häufig Wegrelikte, vor allem Weghohlen, anzutreffen. Wegrelikte helfen bei der Aufklärung der Trassen von Altwegen im Rahmen der historischen und archäologischen Altwegeforschung.
Alte Wege, Straßen und Triften waren in der Vergangenheit entscheidend für die Gliederung der genutzten Landoberfläche. Oft deckt sich ihr Verlauf mit alten Landes- oder Flurgrenzen.
Noch heute prägen vielerorts Wegrelikte durch ihr Relief und die reliefbedingte Vegetation lokale landschaftliche Verhältnisse. Sie stellen dabei oft auch wertvolle Biotope dar. Als solche und als Zeugen der über Jahrhunderte und teils schon über Jahrtausende hinweg ablaufenden Entwicklung des Wegenetzes bilden sie wertvolle Landschaftselemente der Kulturlandschaft. Sie müssen deshalb im Rahmen einer denkmal- und umweltgerechten Nutzung erhalten werden.
Vergleichbar ist die Eisenbahnarchäologie.

## Wegrelikte im engeren Sinne
Als Wegrelikte im engeren Sinne zählen:
- Weghohlen
- Wegmulden
- Spurenfächer
- Geländeabsätze im Zuge aufgegebener Wege
- in den Untergrund eingeprägte Radspuren
- Reste von Pflasterungen
- Geländeabstützungen
- an der Oberfläche nicht mehr sichtbare Bodenveränderungen, die im Luftbild, durch archäologische Untersuchungen oder durch bodenphysikalische Messungen feststellbar sind, etwa aufgrund aufgefüllter Wegmulden oder auf Grund verfestigten Untergrundes

## Wegbegleiter
Wegbegleiter sind Merkmale, die indirekt auf die frühere Bedeutung eines Weges oder verschwundene Wege hinweisen, z. B.:
- alte Bäume, die ursprünglich einen Weg begleiteten oder an markanten Punkten wie z. B. Wegkreuzungen, Flurgrenzen oder Kulminationspunkten gepflanzt wurden
- Grenzsteine, die ursprünglich einen an einer Flur- oder Landesgrenze verlaufenden Weg begleiteten
- Wegweisersteine
- Steinkreuze
- Relikte von Wegsperren
- Relikte von Warten und anderen Befestigungsanlagen
- Durchlässe durch Landwehren